# Giovanni Maur
Giovanni Maur, né en 1937 à Gorizia et mort le 3 novembre 2017 à Québec est un designer et décorateur ayant œuvré au Québec.
Au début des années 1970, il se démarque par l’utilisation du plastique, notamment le plastique ABS, dans la réalisation d’ensembles de mobilier originaux, alors que la tendance au Québec est dominée par le bois et le style colonial. Le Musée national des beaux-arts du Québec conserve plusieurs œuvres de l’artiste dans sa collection datant de cette période.
En 1982, il ouvre son propre bureau, Giovanni Maur designer inc., afin de se spécialiser dans le secteur de la restauration, plus précisément dans la conception et le design d'aménagement de clubs, de bars, de discothèques, de restaurants, d'hôtels, de caves à vin et de boutiques.

## Biographie
Giovanni étudie le dessin durant cinq ans à l’Instituto d’Arte Industriale, dans sa ville natale. En 1958, il traverse l’Atlantique pour venir s’établir au Québec avec sa famille. Il termine ses études par l’obtention d’un diplôme de l’Institut de dessin technique de Québec.
À l’affût des nouvelles tendances, il travaille chez le manufacturier de meubles TRECO de Saint-Romuald, où il est designer-concepteur pendant 20 ans. La firme est spécialisée dans la fabrication d’ameublements commerciaux pour les bureaux, les boutiques et les hôtels, entre autres, et de mobiliers résidentiels et de navires, fournissant par ailleurs le Chantier Davie Canada Inc. à Lévis.
Durant les années 1970, il devient une figure de proue par l’utilisation de nouveaux matériaux, comme le plastique, dans la conception de mobiliers résidentiels, notamment des mobiliers de bureau, de cuisine et de chambre à coucher. Son travail chez TRECO lui vaut une multitude de mentions honorifiques et plusieurs prix d’excellence, dont le Trophée du meuble du Canada en 1972, pour son ensemble de salle à manger. Il reçoit aussi, de l'Association des Fabricants de Meubles du Québec, des prix d’excellence dans les catégories: mobilier de chambre à coucher et fauteuils individuels. Certains de ses mobiliers font partie des collections du Musée national des beaux-arts du Québec et du Musée canadien de l'histoire, de Gatineau.
Une de ses plus grandes réalisations reste la création de la chaise empilable de la série Avant-Garde 2000, la première entièrement moulée en plastique au Canada. En 1971, TRECO lui confie la conception d’une chaise. Accompagné par le gérant des ventes de la compagnie, Marcellin Lavoie, au Salon de Milan, Giovanni avait pressenti que la tendance serait au plastique. Mise au point pendant un an, la chaise en plastique ABS s’est vendue à plus de 35 000 exemplaires dans les magasins à grande surface tels que Simpsons, Eaton's et La Baie au Québec et Macy’s aux États-Unis. Disponible en trois couleurs (jaune, rouge et blanc), une petite quantité de la chaise est distribuée en Europe. Elle figure parmi les 100 premières chaises en plastique moulées à travers le monde.
Au cours des années 1980, il ouvre son bureau privé à Charlesbourg. Dans le Vieux-Québec, il travaille, entre autres, au design du restaurant D’Orsay en 1987, à la terrasse-verrière d’inspiration art nouveau du restaurant Saint-Amour, à l’aménagement du bistro italien Le Portofino en 1995 et à la décoration de la discothèque Chez Dagobert.
Nicola Cortina, le propriétaire du restaurant Le Michelangelo, met entre les mains de Giovanni la signature de son établissement en 1993. Ensemble, ils arpentent l’Italie, New York et Toronto afin de s’inspirer pour la création de l’ambiance du restaurant. Pour Maur, chaque détail avait son importance, des chaises jusqu’à la coutellerie. Hormis les luminaires et les chaises, tout est choisi, pensé et dessiné par Giovanni; les murs, les couleurs, les matériaux, l’ameublement, le bar et les salons privés. En 2006, il réalise l’aménagement de la cave à vin.

## Liste des lieux de ses réalisations (Liste non exhaustive)
- Le Paris-Brest (Vieux-Québec), copropriétaire
- Chez Dagobert (Vieux-Québec), copropriétaire
- Le Saint-Amour (Vieux-Québec)
- Savini (Vieux-Québec)
- Conti Caffè (Vieux-Québec)
- D’Orsay (Vieux-Québec)
- Le Café de la Paix (Vieux-Québec)
- 47e  Parallèle (Vieux-Québec)
- La Crémaillère (Vieux-Québec)
- Le Parmesan (Vieux-Québec)
- Gambrinus (Vieux-Québec)
- La Caravelle (Vieux-Québec)
- Michelangelo (Sainte-Foy)
- Club Métropolis (Montréal)
- Campari Centro (Montréal)
- Muscadin (Montréal)
- Hôtel Mingan (Sept-Îles)